# NorthBridge

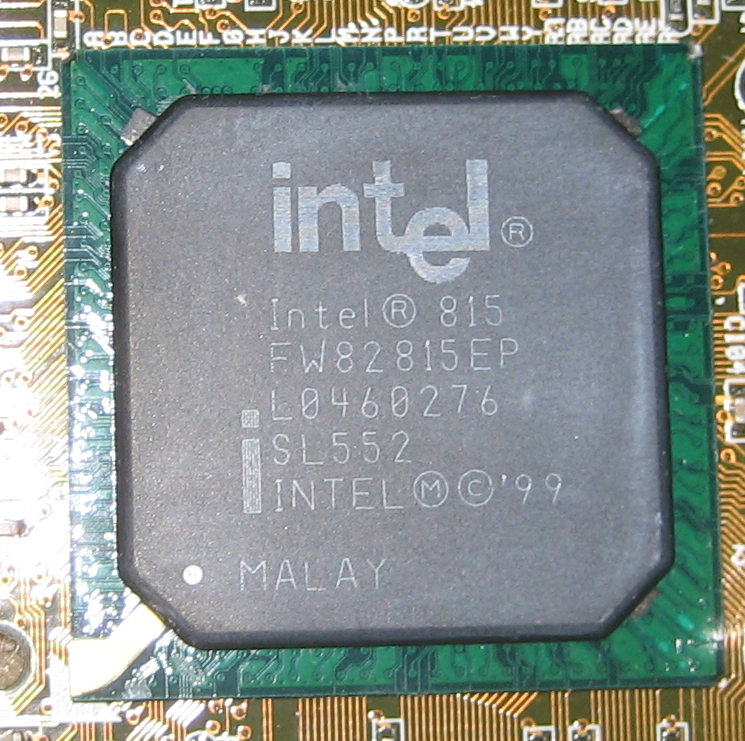
Exemple de northbridge, l'Intel i815EP

El NorthBridge (el "pont nord" en català) és el circuit integrat més important del conjunt de xips (xipset) que compon el nucli de la placa mare o placa base. Rep el nom per situar-se a la part superior de les plaques mares amb format ATX i, per tant, no era un terme utilitzat abans de l'aparició d'aquest format d'ordinadors de sobretaula. També és conegut com a MCH (concentrador controlador de memòria) en sistemes Intel i CMCH si inclou el controlador del sistema gràfic.

Diagrama d'interacció típic d'un north/southbridge amb els altres components de l'ordinador.

És el xip que controla les funcions d'accés des de i fins al microprocessador, els ports AGP o PCI-Express, memòria RAM, vídeo integrat (segons la placa) i el SouthBridge. És a dir controla el funcionament del bus d'aquestos elements.
Generalment, les noves innovacions tecnològiques, com el suport de memòria DDR SDRAM o nous FSB, s'implementen a aquest xip. Per tant, el suport que tinga una placa base per a un microprocessador determinat, memòria RAM, i targeta de vídeo, està limitat per les capacitats del NorthBridge.
La tecnologia de fabricació d'un NorthBridge és molt avançada, i la seua complexitat, comparable a la d'un processador modern. Per exemple al xipset, el Northbridge ha d'encarregar-se de donar suport al bus frontal d'alta velocitat que el connecta amb el processador. Si considerem els últims busos (800 i 1066 MHz) desenvolupats, podem adonar-nos que és una tasca prou exigent.
Degut a aquesta raó en alguns models de plaques base els fabricants col·loquen un dissipador tèrmic (a voltes amb ventilador) a sobre del NorthBridge per a mantenir-lo ben refrigerat.
Antigament el NorthBridge estava compost per tres controladors principals: memòria RAM, port AGP o PCI-Express i bus Peripheral Component Interconnect. Actualment el controlador s'insereix directament al SouthBridge, i, per exemple, en algunes arquitectures el controlador de memòria és integrat directament al processador, com en els AMD Athlon 64.
Els Northbridge tenen un bus de dades de 64 bits a l'arquitectura X86 i funcionen en freqüències que començaren pels 66MHz a les primeres plaques que l'integraren el 1998 fins a 1GHz dels models actuals de SiS per als processadors AMD64.